# Купелло
Купелло (італ. Cupello) — муніципалітет в Італії, у регіоні Абруццо,  провінція К'єті.
Купелло розташоване на відстані близько 185 км на схід від Рима, 110 км на схід від Л'Аквіли, 55 км на південний схід від К'єті.
Населення — 4832 особи (2014).

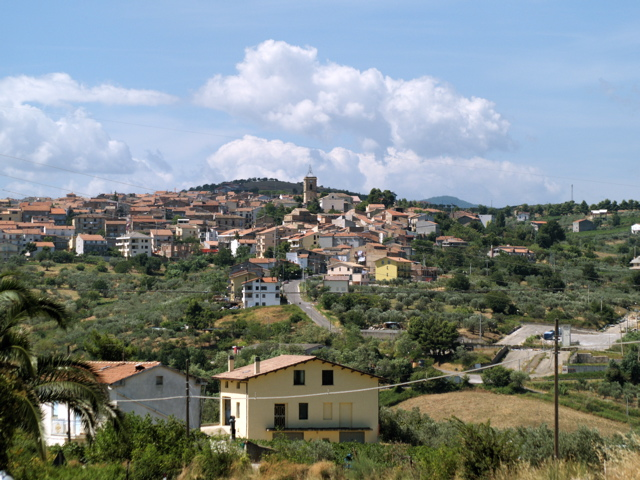

Щорічний фестиваль відбувається 16 серпня. Покровитель — святий Рох.

## Демографія
Населення за роками:

Станом на 1 січня 2023 року в муніципалітеті офіційно проживали 224 іноземці з 30 країн, серед них 115 громадян країн Євросоюзу.

## Сусідні муніципалітети
- Фрезаграндінарія
- Фурчі
- Лентелла
- Монтенеро-ді-Бізачча
- Монтеодоризіо
- Сан-Сальво
- Васто